# Archidiocèse de Trnava
L’archidiocèse de Trnava (en latin: Archidioecesis Tyrnaviensis; en slovaque: Trnavská arcidiecéza) est une circonscription ecclésiastique de l’Église catholique en Slovaquie. Créé en 2008 l’archidiocèse couvre, dans la partie occidentale de la Slovaquie, les régions de Trnava, Nitra et Trenčín. Il est suffragant de l’archidiocèse de Bratislava. 

## Histoire
Un administrateur apostolique fut nommé à Trnava le 29 mai 1922, pour l’administration pastorale du territoire qui fut séparé de l’archidiocèse d’Esztergom lorsque la Tchécoslovaquie fut créée en 1918. Il était directement rattaché au Saint-Siège.  Le 30 décembre 1977 Trnava est élevé au statut d’archidiocèse métropolitain et renommé ‘archidiocèse de Trnava’ par le pape Paul VI.  Il avait alors comme suffragants les diocèses de Nitra (de), Banská Bystrica, Rožňava, Košice et Spiš.
Le 31 mars 1995, l’archidiocèse est renommé ‘archidiocèse de Bratislava-Trnava’, et avec les suffragants de Banská Bystrica et Nitra. Son territoire couvrait Bratislava, Trnava, Nitra (à l’exception de la ville de Nitra et de la bande la reliant à la partie principale du diocèse de Nitra), une petite partie du Trenčín et la partie sud-ouest des régions de Banská Bystrica. Son territoire couvre alors 14,000 km² : près d’un tiers de l’ensemble de la Slovaquie, avec une population de 1,930,000 habitants dont quelque 70% sont catholiques.   
Le 14 février 2008, une restructuration des circonscriptions ecclésiastiques de l’Église catholique a lieu : l’archidiocèse principal est divisé en plusieurs diocèses. Trnava devient le siège de l’archidiocèse nouvellement créé de Trnava. Tout en gardant le titre de ‘archidiocèse’ Trnava n’est plus métropolitain mais devient suffragant de Bratislava. D’autres parties de l’ancien diocèse en sont séparées pour être rattachées aux diocèses de Nitra et de Banská Bystrica. La seconde ‘province ecclésiastique’ du pays est créée autour de l’archidiocèse de Kosice. 
La cathédrale en est l'ancienne église universitaire des Jésuites, dédiée à saint Jean-Baptiste: la cathédrale Saint-Jean Baptiste

## Supérieurs ecclésiastiques
- 14 février 2008 - 18 Avril 2009: Ján Sokol, archevêque (démissionnaire)
- 18 avril 2009 - 2 juillet 2012: Róbert Bezák C.SS.R., archevêque (suspendu)
- 2 juillet 2012, Ján Orosch, évêque auxiliaire, administrateur apostolique
- 11 juillet 2013 -     : Ján Orosch, archevêque